# Flachs (Heraldik)
Der Flachs, auch Gemeiner Lein, ist in der Heraldik eine gemeine Figur und kann mit anderen Figuren im Schild sein. 
Drei Formen werden im Wappen genommen. Eine Form ist die strenge Darstellung der Blüte in der Draufsicht. Fünf blaue Blütenblätter mit oft goldenem mittig angeordnetem Butzen ist die bevorzugte Wappenfigur. Andere Farben sind möglich, aber man bevorzugt die Metalle Gold und Silber. Wenn mehrere Blüten im Wappen oder Schildhaupt sind, gelten die allgemeinen Regeln 2:1 oder 1:2 im Schild gestellt oder balkenweis im Haupt. Auch die Belegung von Balken und Pfahl erfolgt in der heraldisch üblichen Weise.
Eine andere Darstellung ist die natürliche oder stilisierte Form von Blüte mit Stil und Blätter. Mehrere Pflanzen werden gekreuzt oder balkenweis gestellt. 
Auch kann die Wappenfigur im Oberwappen sein. Eine Wappenbeschreibung ist oft zum Erkennen hilfreich. Das trifft besonders für die Flachsgarbe im Wappen zu, die aber nicht häufig und die dritte Form der Darstellung ist.
Flachs im Wappen ist vom Fünfblatt zu unterscheiden.
Das Wappen der Republik Belarus zeigt links den Ährenkranz mit Flachs gebunden.

Pazderna
Oberflachs
Lisors
Wappen von Belarus
Gernrode (Eichsfeld)